# نقص تنسج الجلد البؤري
نقص تنسج الجلد البؤري هو شكل من أشكال خلل التنسج الأديمي الظاهر. وهو اضطراب متعدد الأجهزة يتميز بصورة أساسية بمظاهر جلدية في المناطق الضامرة وناقصة التنسج الموجودة عند الولادة. تتجلى هذه العيوب بنتوءات صفراء وردية على الجلد وتغير التصبغ. يرتبط هذا الاضطراب أيضًا بقصر القامة وتشير بعض الأدلة إلى أنه قد يسبب الصرع.

## الوراثة
يرتبط نقص تنسج الجلد البؤري بوجود طفرات في الجين بوركن (PORCN) على الصبغي إكس. 90% من الأفراد المصابين بالمتلازمة هم من الإناث: التفسير المقبول عمومًا، رغم أنه غير مؤكد، هو أن الذكور ذوي الزيجوت الفرداني غير الفسيفسائي لا يعيشون بعد الولادة.
يشمل التشخيص التفريقي لمتلازمة نقص تنسج الجلد البؤري (غولتز) متلازمة سيتليس الجسمية المتنحية بسبب طفرات في الجين تويست2 (TWIST2). وهي ترتبط بشذوذ المجد الصباحي، وكثارة التلافيف، وسلس الصباغ، والمتلازمة العينية المخية الجلدية، ومتلازمة روتموند-ثومسون، ومتلازمة مرض العين المتحجمة مع عيوب جلدية خطية لأن جميعها تنتج عن حذف أو طفرات نقطية في جين HCCS.

## التشخيص
تعد متلازمة غولتز نادرة للغاية. حتى الآن، هناك أقل من 25 إصابة بمتلازمة غولتز في الولايات المتحدة.

## العلاج
يكون العلاج موجهًا نحو شذوذات الأنسجة اللينة والهيكل العظمي، بهدف تحقيق أفضل النتائج الوظيفية والتجميلية.

## أسماء أخرى

### متلازمة جيسنر-كول
عُرف الاضطراب لأول مرة رسميًا من قبل طبيبي الأمراض الجلدية، ماكس جيسنر وهارولد نيوتن كول، في أوائل القرن العشرين. اقتُبست أوراق جيسنر وكول أكثر من أي أوراق أخرى في النصف الأول من القرن العشرين.

### غولتز-غورلين
بالإضافة إلى اسمها الرسمي، يُشار إليها عادة باسم متلازمة غولتز غورلين، نسبةً لروبرت غولتز وروبرت غورلين. عمل كل من غولتز وغورلين معًا في جامعة كولومبيا ويعود الفضل إليهما في وصف أعراض الاضطراب بكامل التفصيل وتتبع اتجاهاته الوراثية. أصبح الاسم مشهورًا خلال النصف الثاني من القرن العشرين.